# Hoverla (patak)
A Hoverla (más néven Hoverla-patak, ukránul: Говерла [Hoverla]) patak Kárpátalján, a Fehér-Tisza jobb oldali mellékvize. Hossza 12 km, vízgyűjtő területe 71,6 km². Esése 75 ‰. (A Kataloh ricsok Ukrajini a Fehér-Tisza jobb oldali forráságának tekinti.)

## Települések a folyó mentén
- Hoverla (Говерла)
- Láposmező (Луги)

## Mellékvizek
Jelentősebb mellékvizei (zárójelben a torkolattól mért távolság):
- Brebenyeszkul (bal part, 4,6 km)